# 트윈 애틀랜틱
트윈 애틀랜틱(Twin Atlantic)은 스코틀랜드의 록 밴드이다.